# تحت رحمة الرجال
تحت رحمة الرجال (بالإنجليزية: At the Mercy of Men)‏ هو فيلم أبيض وأسود درامي صامت أمريكي صدر عام 1918 من إخراج تشارلز ميلر وبطولة أليس برادي. تدور أحداث الفيلم حول امرأة شابة خلال الثورة الروسية تسعى للعثور على هوية من اعتدى عليها من أحد عساكر الحرس الملكي.

## روابط خارجية
- تحت رحمة الرجال  في قاعدة بيانات الأفلام على الإنترنت (بالإنجليزية)
- Synopsis على موقع أول موفي.